# Süddeutsche Fußballmeisterschaft 1925/26
Die süddeutsche Fußballmeisterschaft 1925/26 des Süddeutschen Fußball-Verbandes gewann der FC Bayern München. Es war der erste süddeutsche Meistertitel für die Münchener, die sich dadurch für die Deutsche Fußballmeisterschaft 1925/26 qualifizierten. Für die Endrunde um die deutsche Fußballmeisterschaft qualifizierten sich zudem Vizemeister SpVgg. Fürth sowie der Endrundendritte FSV Frankfurt. Der FC Bayern scheiterte bei der diesjährigen deutschen Fußballmeisterschaft bereits im Achtelfinale, der FSV Frankfurt im Viertelfinale. Die SpVgg. Fürth konnte sich bis ins Finale vorkämpfen, besiegte dort Hertha BSC und wurde zum zweiten Mal nach 1914 deutscher Fußballmeister.

## Modus und Übersicht
Die Bezirksligen bildeten die obersten Spielklassen Süddeutschlands. In dieser Spielzeit waren 40 Mannschaften in fünf Bezirksligen eingeteilt. Für die Endrunde um die süddeutsche Meisterschaft qualifizierten sich die fünf Bezirksmeister sowie der süddeutsche Pokalsieger. Da die Ligen zur Saison Süddeutsche Fußballmeisterschaft 1926/27 auf zehn Mannschaften aufgestockt wurden, gab es vergleichsweise wenige Absteiger.
| Bezirk            | Meister           |
| ----------------- | ----------------- |
| Main              | FSV Frankfurt     |
| Rhein             | VfR Mannheim      |
| Rheinhessen/Saar  | FV Saarbrücken    |
| Württemberg/Baden | Karlsruher FV     |
| Bayern            | FC Bayern München |
| Pokalsieger       | SpVgg Fürth       |

## Bezirksliga Main
| Pl. | Verein                      | Sp. | S  | U | N  | Tore    | Quote | Punkte |
| --- | --------------------------- | --- | -- | - | -- | ------- | ----- | ------ |
| 1.  | FSV Frankfurt (M)           | 14  | 12 | 1 | 1  | 041:100 | 4,10  | 25:30  |
| 2.  | 1. Hanauer FC 93            | 14  | 8  | 2 | 4  | 037:190 | 1,95  | 18:10  |
| 3.  | Kickers Offenbach           | 14  | 6  | 5 | 3  | 030:240 | 1,25  | 17:11  |
| 4.  | Eintracht Frankfurt         | 14  | 7  | 2 | 5  | 040:280 | 1,43  | 16:12  |
| 5.  | Union Niederrad             | 14  | 3  | 6 | 5  | 033:470 | 0,70  | 12:16  |
| 6.  | Frankfurter FC Germania (N) | 14  | 5  | 2 | 7  | 018:270 | 0,67  | 12:16  |
| 7.  | Viktoria Aschaffenburg (N)  | 14  | 2  | 6 | 6  | 031:380 | 0,82  | 10:18  |
| 8.  | FC Helvetia Bochenheim a    | 14  | 0  | 2 | 12 | 007:440 | 0,16  | 02:26  |

| (M) | Titelverteidiger Main        |
| (N) | Aufsteiger aus der Kreisliga |

Entscheidungsspiel Platz 1:
|               | Ergebnis |                  |
| ------------- | -------- | ---------------- |
| FSV Frankfurt | 2:1      | 1. Hanauer FC 93 |

## Bezirksliga Rhein

### Abschlusstabelle
| Pl. | Verein                   | Sp. | S | U | N | Tore    | Quote | Punkte |
| --- | ------------------------ | --- | - | - | - | ------- | ----- | ------ |
| 1.  | VfR Mannheim (SM, M)     | 14  | 8 | 4 | 2 | 033:190 | 1,74  | 20:80  |
| 2.  | FC Phönix Ludwigshafen   | 14  | 9 | 1 | 4 | 037:220 | 1,68  | 19:90  |
| 3.  | VfL Neckarau             | 14  | 8 | 2 | 4 | 035:180 | 1,94  | 18:10  |
| 4.  | SV Waldhof Mannheim      | 14  | 7 | 0 | 7 | 033:340 | 0,97  | 14:14  |
| 5.  | Ludwigshafener FG 03 (N) | 14  | 5 | 2 | 7 | 029:330 | 0,88  | 12:16  |
| 6.  | SV Darmstadt 98          | 14  | 5 | 1 | 8 | 023:250 | 0,92  | 11:17  |
| 7.  | SpVgg 07 Mannheim (N)    | 14  | 3 | 4 | 7 | 024:450 | 0,53  | 10:18  |
| 8.  | FK Pirmasens             | 13  | 3 | 1 | 9 | 021:390 | 0,54  | 07:19  |

| (SM) | Süddeutscher Titelverteidiger |
| (M)  | Titelverteidiger Rhein        |
| (N)  | Aufsteiger aus der Kreisliga  |

### Relegationsrunde
| Pl. | Verein             | Sp. | Tore  | Quote | Punkte |
| --- | ------------------ | --- | ----- | ----- | ------ |
| 1.  | SpVgg Sandhofen    | 6   | 12:70 | 1,71  | 8:4    |
| 2.  | FK Pirmasens       | 6   | 14:11 | 1,27  | 6:6    |
|     | VfR Kaiserslautern | 6   | 10:12 | 0,83  | 6:6    |
| 4.  | SpVgg 07 Mannheim  | 6   | 07:13 | 0,54  | 4:8    |

Entscheidungsspiel Platz 2:
|              | Ergebnis |                    |
| ------------ | -------- | ------------------ |
| FK Pirmasens | 4:0      | VfR Kaiserslautern |

## Bezirksliga Rheinhessen/Saar
| Pl. | Verein                 | Sp. | S  | U | N  | Tore    | Quote | Punkte |
| --- | ---------------------- | --- | -- | - | -- | ------- | ----- | ------ |
| 1.  | FV Saarbrücken         | 14  | 11 | 0 | 3  | 041:160 | 2,56  | 22:60  |
| 2.  | 1. FSV Mainz 05 (N)    | 14  | 10 | 1 | 3  | 037:260 | 1,42  | 21:70  |
| 3.  | 1. FC Idar             | 14  | 6  | 3 | 5  | 030:260 | 1,15  | 15:13  |
| 4.  | Wormatia Worms         | 14  | 7  | 1 | 6  | 028:330 | 0,85  | 15:13  |
| 5.  | SV Wiesbaden (M)       | 14  | 5  | 4 | 5  | 038:260 | 1,46  | 14:14  |
| 6.  | Borussia Neunkirchen   | 14  | 3  | 6 | 5  | 028:270 | 1,04  | 12:16  |
| 7.  | SG 01 Hoechst          | 14  | 5  | 0 | 9  | 028:330 | 0,85  | 10:18  |
| 8.  | SpVgg Griesheim 02 (N) | 14  | 0  | 3 | 11 | 013:560 | 0,23  | 03:25  |

| (M) | Titelverteidiger Rheinhessen/Saar |
| (N) | Aufsteiger aus der Kreisliga      |

## Bezirksliga Württemberg/Baden

### Abschlusstabelle
| Pl. | Verein                  | Sp. | S  | U | N  | Tore    | Quote | Punkte |
| --- | ----------------------- | --- | -- | - | -- | ------- | ----- | ------ |
| 1.  | Karlsruher FV (N)       | 14  | 10 | 2 | 2  | 052:220 | 2,36  | 22:60  |
| 2.  | VfB Stuttgart           | 14  | 7  | 3 | 4  | 034:190 | 1,79  | 17:11  |
| 3.  | Freiburger FC           | 14  | 8  | 0 | 6  | 052:350 | 1,49  | 16:12  |
| 4.  | Stuttgarter Kickers (M) | 14  | 7  | 2 | 5  | 030:290 | 1,03  | 16:12  |
| 5.  | VfR Heilbronn           | 14  | 8  | 0 | 6  | 029:290 | 1,00  | 16:12  |
| 6.  | Stuttgarter SC          | 14  | 5  | 5 | 4  | 026:250 | 1,04  | 15:13  |
| 7.  | 1. FC Pforzheim         | 14  | 4  | 2 | 8  | 029:450 | 0,64  | 10:18  |
| 8.  | 1. FC 08 Birkenfeld (N) | 14  | 0  | 0 | 14 | 010:580 | 0,17  | 0:28   |

| (M) | Titelverteidiger Württemberg/Baden |
| (N) | Aufsteiger aus der Kreisliga       |

### Relegationsrunde
| Pl. | Verein                         | Sp. | Tore  | Quote | Punkte |
| --- | ------------------------------ | --- | ----- | ----- | ------ |
| 1.  | Union Böckingen                | 6   | 15:11 | 1,36  | 9:3    |
| 2.  | Karlsruher FC Phönix-Alemannia | 6   | 19:11 | 1,73  | 7:5    |
| 3.  | 1. FC Pforzheim                | 6   | 09:13 | 0,69  | 4:8    |
| 4.  | 1. FC 08 Birkenfeld            | 6   | 10:18 | 0,56  | 4:8    |

## Bezirksliga Bayern

### Abschlusstabelle
| Pl. | Verein                    | Sp. | S | U | N  | Tore    | Quote | Punkte |
| --- | ------------------------- | --- | - | - | -- | ------- | ----- | ------ |
| 1.  | FC Bayern München         | 14  | 9 | 2 | 3  | 038:210 | 1,81  | 20:80  |
| 2.  | 1. FC Nürnberg (M)        | 14  | 8 | 2 | 4  | 034:180 | 1,89  | 18:10  |
| 3.  | SpVgg Fürth (P)           | 14  | 8 | 1 | 5  | 034:240 | 1,42  | 17:11  |
| 4.  | ASV Nürnberg              | 14  | 7 | 3 | 4  | 030:280 | 1,07  | 17:11  |
| 5.  | SV 1860 München           | 14  | 5 | 4 | 5  | 031:260 | 1,19  | 14:14  |
| 6.  | VfR Fürth (N)             | 14  | 4 | 3 | 7  | 021:330 | 0,64  | 11:17  |
| 7.  | FC Wacker München         | 14  | 4 | 3 | 7  | 015:300 | 0,50  | 11:17  |
| 8.  | SSV Schwaben Augsburg (N) | 14  | 1 | 2 | 11 | 017:400 | 0,43  | 04:24  |

| (M) | Titelverteidiger Bayern      |
| (P) | Süddeutscher Pokalsieger     |
| (N) | Aufsteiger aus der Kreisliga |

Entscheidungsspiel Platz 6:
|                | Ergebnis |           |
| -------------- | -------- | --------- |
| Wacker München | -:-+ b   | VfR Fürth |

### Relegationsrunde
| Pl. | Verein                | Sp. | Tore  | Quote | Punkte |
| --- | --------------------- | --- | ----- | ----- | ------ |
| 1.  | FC Wacker München     | 6   | 26:90 | 2,89  | 10:2   |
| 2.  | SSV Schwaben Augsburg | 6   | 14:20 | 0,70  | 06:6   |
| 3.  | Würzburger Kickers    | 6   | 16:19 | 0,84  | 04:8   |
| 4.  | SV Schwaben Ulm       | 6   | 12:20 | 0,60  | 04:8   |

## Endrunde um die süddeutsche Meisterschaft
In der Endrunde spielten die Meister der fünf Bezirksligen sowie der süddeutsche Pokalsieger in einer Doppelrunde den süddeutschen Meister aus.
| Pl. | Verein                                               | Sp. | S | U | N | Tore    | Quote | Punkte |
| --- | ---------------------------------------------------- | --- | - | - | - | ------- | ----- | ------ |
| 1.  | FC Bayern München (Sieger Bezirksliga Bayern)        | 10  | 8 | 2 | 0 | 056:170 | 3,29  | 18:20  |
| 2.  | SpVgg Fürth (süddeutscher Pokalsieger)               | 10  | 7 | 1 | 2 | 029:150 | 1,93  | 15:50  |
| 3.  | FSV Frankfurt (Sieger Bezirksliga Main)              | 10  | 4 | 2 | 4 | 028:200 | 1,40  | 10:10  |
| 4.  | VfR Mannheim (Sieger Bezirksliga Rhein)              | 10  | 3 | 3 | 4 | 014:300 | 0,47  | 09:11  |
| 5.  | FV Saarbrücken (Sieger Bezirksliga Rheinhessen/Saar) | 10  | 1 | 2 | 7 | 014:350 | 0,40  | 04:16  |
| 6.  | Karlsruher FV (Sieger Bezirksliga Württemberg/Baden) | 10  | 1 | 2 | 7 | 011:350 | 0,31  | 04:16  |